# Mont-Saint-Martin (Isère)
Mont-Saint-Martin – miejscowość i gmina we Francji, w regionie Owernia-Rodan-Alpy, w departamencie Isère.
Według danych na rok 1990 gminę zamieszkiwało 77 osób, a gęstość zaludnienia wynosiła 15 osób/km² (wśród 2880 gmin regionu Rodan-Alpy Mont-Saint-Martin plasuje się na 1543. miejscu pod względem liczby ludności, natomiast pod względem powierzchni na miejscu 1505.).